# Brunswick County (Severní Karolína)
Brunswick County je okres amerického státu Severní Karolína založený v roce 1764. Hlavním městem je Bolivia. Leží v jižní části Severní Karolíny. Pojmenovaný je podle bývalého vévodství Brunswick-Lüneburg. 18,59% okresu tvoří voda.

## Sousední okresy
| Růžice kompasu | Columbus County                     | Pender County   |                    | Růžice kompasu |
| Růžice kompasu |                                     | Sever           | New Hanover County | Růžice kompasu |
| Růžice kompasu | Brunswick County (Severní Karolína) |                 | New Hanover County | Růžice kompasu |
| Růžice kompasu | Jih                                 |                 | New Hanover County | Růžice kompasu |
| Růžice kompasu | Horry County, Jižní Karolína        | Atlantský oceán |                    | Růžice kompasu |

## Vývoj počtu obyvatel
Počet obyvatel